# Búsiris

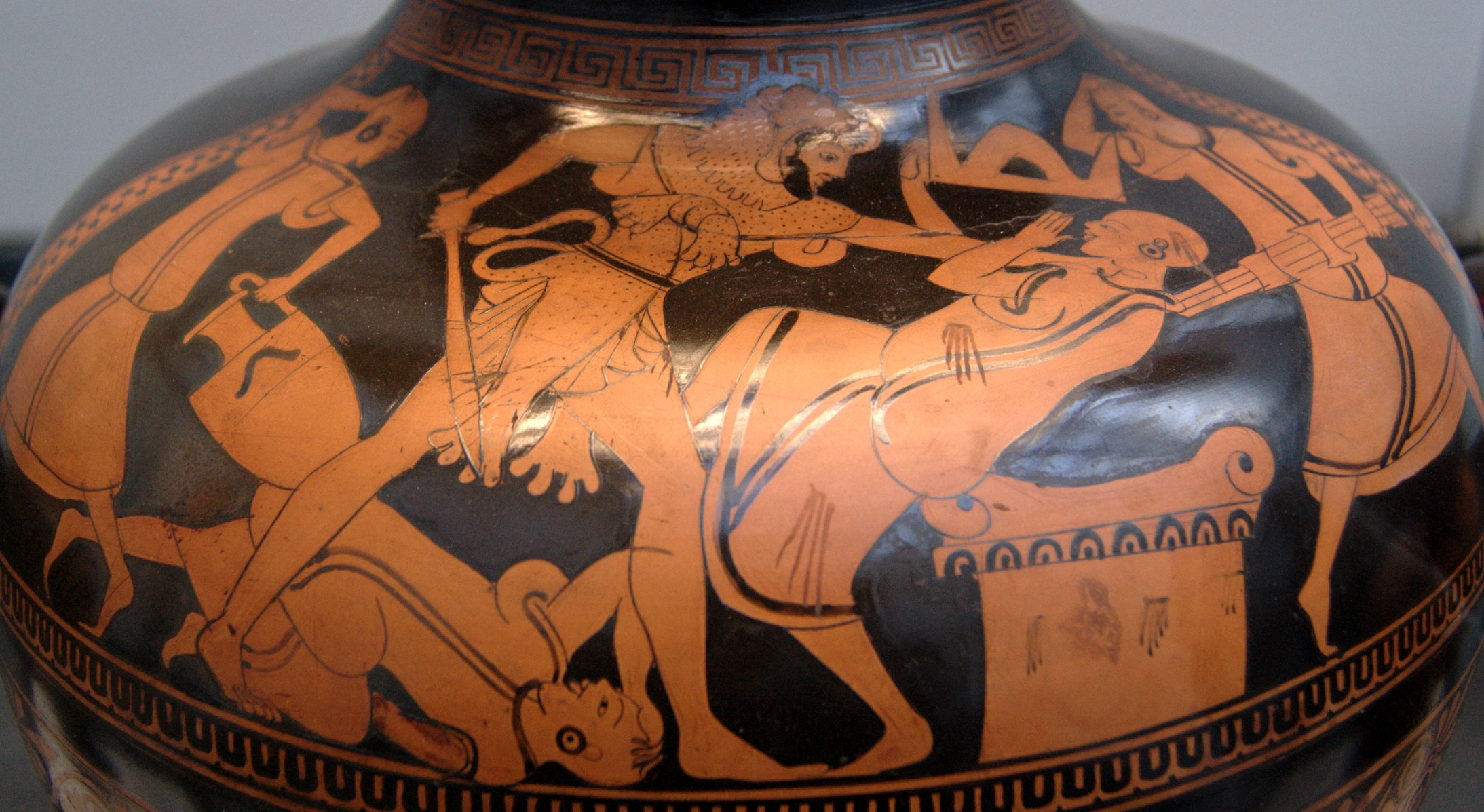
Héraklés zabíjí Búsirida a jeho dvořany, attická hydria, 480 př. n. l.

Búsíris (řecky Βούσιρις, latinsky Busiris) byl v řecké mytologii egyptský král, syn boha moří Poseidóna a Lýsianassy, dcery prvního egyptského krále.
Egyptské mýty jeho jméno neznají, do řeckých vstoupil v příběhu hrdiny Hérakla.
Za vlády krále Búsírida byla v Egyptě dlouhých devět let trvající velká sucha, neúroda a hladomor. Podle věštby kyperského věštce Thrasia bylo možné neúrodu zažehnat, bude-li každoročně Diovi obětován jeden cizinec. Búsíris nelenil a jako prvního obětoval věštce. Na jeho rozkaz se pak konaly každým rokem oběti cizince.
Posledním měl být velký hrdina Héraklés, který procházel Egyptem cestou ze zahrady Hesperidek, kde plnil jedenáctý úkol pro krále Eurysthea. V Egyptě Héraklés na počest svých rodných Théb založil na jihu země Théby „město o stu branách“.
Poté byl u krále Búsírida zajat jako tohoroční oběť. K obětování už ale nedošlo, protože když ho přivedli k obětnímu oltáři, Héraklés přerval pouta a zabil kněze, krále i jeho syna.
Po této události se v Řecku hodnotil Egypt jako země přívětivá k cizincům.